# Vissjön
För andra betydelser, se Vissjön (olika betydelser).

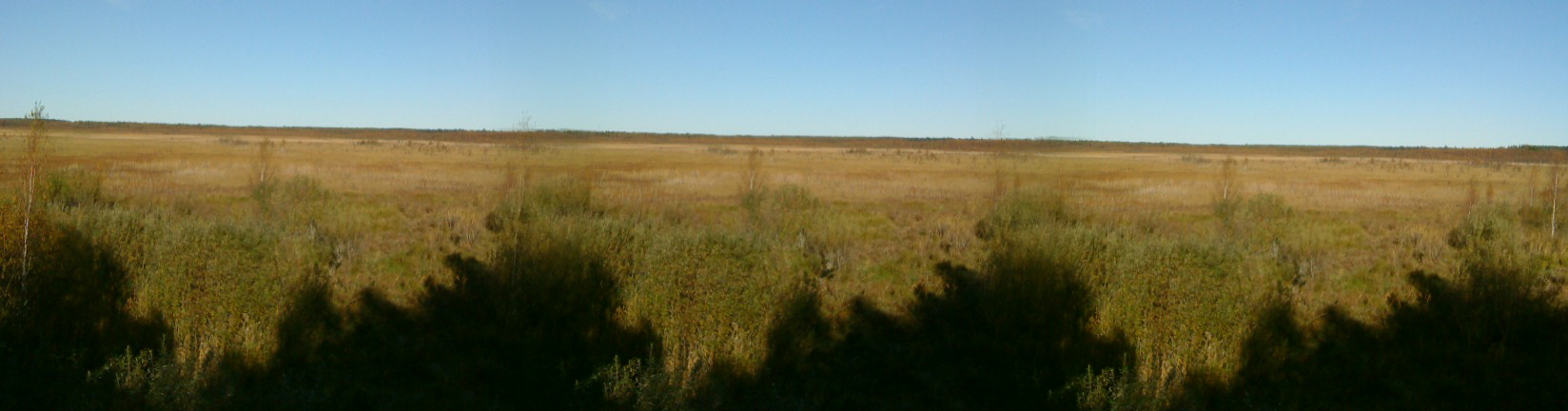
Vissjön från skådeplattformen vid Läby

Vissjön är en mosse i Björklinge och (till en mindre del)  Viksta socknar i Uppsala kommun i Uppland.

## Allmänt
Mossen Vissjön som före den senaste sjösänkningen 1914 var en sjö, ligger väster om Uppsalaåsen, strax väster om Läby, längs länsväg C 600 cirka 25 km norr om Uppsala.
Vissjön avrinner söderut genom Velångskanalen till Björklingeån. Norr om Vissjön ligger Norrvissjö, som är en gammal jordbruksbygd. Den nordöstra delen av Vissjön ligger under Ytterbyn samt Karlsboda hemman i Viksta församling.

## Biotop
Vissjön är en av Upplands främsta fågellokaler. Här häckar bl.a. tranor samt 100-talet andra fågelarter. Sjön utgörs av myrmark med några mindre gölar. Sjön omges av lövskog, som snart övergår till vidsträckt barrskog. Vissjöns södra och västra del är täckt med vass samt buskage. I öster sker en skarp avgränsning mot Uppsalaåsen.

## Fåglar
På myrområdet i och runt Vissjön häckar bland annat storspov, buskskvätta samt trana. Vidare finns här vattenrall, brun kärrhök, enkelbeckasin. Sångsvan, kricka och årta häckar vissa år. I bland häckar även dvärgbeckasin.
På Uppsalaåsen i öster förekommer trädlärka och i åsens grustag häckar backsvala. I skogarna runt sjön häckar tjäder, pärluggla, slaguggla samt fiskgjuse.